# 图尔库大学
图尔库大学（芬蘭語：Turun yliopisto）位于芬兰西南部城市图尔库，是该国第二大大学，规模仅次于赫尔辛基大学。图尔库大学在劳马、波里和萨洛建有分校。

## 历史及现状
图尔库大学的渊源可以追溯到1640年在图尔库建立的奥布皇家学院。该学院在1827年图尔库大火之后搬迁到首都赫尔辛基。1822年，三位著名的芬兰人就读于皇家学院，即约翰·威廉·斯内尔曼，埃利亚斯·伦罗特和约翰·卢德维格·鲁内贝里。他们的雕像树立在大学山。皇家学院的另一个遗迹是图尔库大学附近的原皇家学院大楼。
现在的图尔库大学建于1920年。当时芬兰民族主义兴起，民众希望建立起一所纯芬兰民族的大学。22040人遂捐资兴建。为了纪念这些捐助者，图尔库大学以“22 040”命名了学校特制的利口酒。这种利口酒由大学的食品化学家开发，包含了对芬兰领土内独特水果的致敬：云莓，罗文和沙棘。
大学成立伊始有7位教授：4位社会学教授和3位自然学科教授。图尔库大学的第一座教学楼坐落于市中心，在中心广场附近。在20世纪50年代，在Ryssänmäki（俄罗斯山 - 现在称为大学山）上建造了一个新校园。从20世纪60年代开始，校园面积开始迅速扩张，这一过程仍在继续。
1974年大学改为公立。从1995年开始，图尔库大学成为科英布拉集团一员。2010年，图尔库经济学院并入图尔库大学，成为其第七个学院。
图尔库大学现有学生18000人，其中博士和副博士学研究员5000人。最大的学院是人文学院和数学与自然科学学院。
图尔库大学分为六个学院及若干独立单位。
图尔库大学开设若干英文硕士学位课程和一个为留学生设立的芬兰语硕士课程。

## 知名校友
- 绍利·尼尼斯托，第12任芬兰总统。
- 毛诺·科伊维斯托，1982年到1994年任芬兰总统。1968年－1970年及1979年－1982年间任芬兰总理。
- 斯特凡·赫尔，2014年诺贝尔化学奖得主。1993年至1996年在图尔库大学的物理医学系从事研究工作，在此期间，赫尔发明了STED显微镜。

## 外部連結
- 图尔库大学官方网站（页面存档备份，存于） （文） （英文）
- Turku Centre for Computer Science (TUCS)（页面存档备份，存于）

60°27′15″N 22°17′5″E / 60.45417°N 22.28472°E